# Beratende Landesversammlung (Thüringen)
Die Beratende Landesversammlung Thüringen war ein ernanntes Vorparlament im wieder geschaffenen Land Thüringen, entsprechend den Ernannten Landtagen der anderen Länder.
Um den Wiederaufbau der staatlichen Ordnung nach dem Zweiten Weltkrieg in den Ländern der Sowjetischen Besatzungszone im Sinne eines Aufbaus des Sozialismus zu ermöglichen, wurde am 13. Juni 1946 in Thüringen durch die Sowjetische Militäradministration in Deutschland (SMAD) die Beratende Landesversammlung einberufen.
Gemäß dem Potsdamer Abkommen vom 2. August 1945 wurde diese Beratende Versammlung 1946 durch den in der Landtagswahl 1946 gewählten Thüringer Landtag ersetzt.

## Vorgehen und Prinzipien
Eine erste wichtige Grundlage für den Aufbau neuer politischer Strukturen war das Potsdamer Abkommen vom 2. August 1945. Dieses sah die Wiederherstellung der lokalen Selbstverwaltung, aber auch von Wahlvertretungen auf Gemeinde-, Kreis-, Provinzial- und Landesebene vor.
Der Aufbau der staatlichen Strukturen nach dem Zusammenbruch erfolgte von der kommunalen Ebene über die Landesebene und zuletzt auf Ebene der DDR.
Am 9. Juli 1945 verfügte die SMAD die Gründung der Länder Mecklenburg, Sachsen und Sachsen-Anhalt sowie der Provinzen Brandenburg und Thüringen innerhalb der SBZ. Grundlage der Einrichtung der Beratenden Landesversammlung Thüringens war das Gesetz vom 12. Juni 1946.
Die Auswahl der Mitglieder nahm wesentliche Prinzipien der Landtagswahlen nach Einheitslisten vorweg:
1. Der Anspruch der SED auf eine führende Rolle wurde durch die Ernennung einer Mehrheit von SED-Mitgliedern sichergestellt.
2. Diese Mitglieder der SED traten formal zum großen Teil nicht namens der SED, sondern der Massenorganisationen in die Beratende Versammlung ein.
3. Die Verteilung der 69 Mandate auf Parteien und Massenorganisationen war vorab festgelegt.
4. Eine wirksame Oppositionsarbeit sollte verhindert werden.[2]

Die Parteien SED, LDPD und CDU konnten je zehn Mitglieder benennen. Die restlichen Mitglieder wurden von den Massenorganisationen FDGB, VdgB, FDJ, Frauenbund, den Industrie und Handelskammern (IHK) sowie Handwerkskammern gestellt. Zwölf Mitglieder konnte Landespräsident Rudolf Paul selbst benennen, darunter auch den künftigen Präsidenten der beratenden Landesversammlung, Richard Lange.
Im Vergleich zu den anderen Beratenden Versammlungen in den Ländern der SBZ tagte die Beratende Landesversammlung Thüringen mit fünf Sitzungen überdurchschnittlich oft und konnte auch begrenzt Einfluss auf die Politik nehmen.
Ab der vierten Sitzung am 15. August 1946 nannte sich die Beratende Landesversammlung "Thüringische Landesversammlung".

## Verteilung der Mandate
Der Beratenden Landesversammlung in Thüringen gehörten 69 Mitglieder an: je zehn Angehörige der SED, der CDU, der LDPD und des Freien Deutschen Gewerkschaftsbundes, fünf Mitglieder der Vereinigung der gegenseitigen Bauernhilfe sowie je drei Vertreter der FDJ, der Frauenausschüsse, der Industrie- und Handelskammer sowie der Handwerkskammer. Darüber hinaus wurden zwölf weitere Mitglieder auf Vorschlag der Parteien vom Landespräsidenten berufen (Einzelpersönlichkeiten). Diese waren herausragende Persönlichkeiten aus dem öffentlichen Leben, „die durch ihre bisherige Haltung und Tätigkeit ihre entschieden antifaschistische und demokratische Gesinnung unter Beweis gestellt haben und Gewähr dafür bieten, daß sie den demokratischen Neuaufbau mit allen Kräften fördern werden.“
| Partei                 | Sitze      |
| ---------------------- | ---------- |
| SED                    | 10 Mandate |
| CDU                    | 10 Mandate |
| LDPD                   | 10 Mandate |
| FDGB                   | 10 Mandate |
| VdgB                   | 5 Mandate  |
| FDJ                    | 3 Mandate  |
| Frauenausschüsse       | 3 Mandate  |
| IHK                    | 3 Mandate  |
| Handwerkskammern       | 3 Mandate  |
| Einzelpersönlichkeiten | 12 Mandate |

## Arbeit
Die Beratende Versammlung trat zu fünf Versammlungen zusammen. Auf der konstituierenden Sitzung am 26. Juni 1946 wurde unter der Leitung der Alterspräsidentin Ricarda Huch folgendes Präsidium gewählt:
- Präsident: Richard Lange[3] (parteilos)
- Vizepräsident: August Frölich (SED)

Es wurden sechs Ausschüsse eingerichtet; in der vierten Sitzung am 15. August 1946 entstanden noch ein agrarpolitischer und ein ernährungswirtschaftlicher Ausschuss:
| Ausschuss                                    | Mitglied                   | Partei                      |
| -------------------------------------------- | -------------------------- | --------------------------- |
| Hauptausschuss                               | Richard Eyermann           | (SED)                       |
| Hauptausschuss                               | Friederike Mulert          | LDPD                        |
| Hauptausschuss                               | Walther Rücker             | CDU                         |
| Hauptausschuss                               | Willi Albrecht             | FDGB (auch SED)             |
| Hauptausschuss                               | Georg Lotz                 | VdgB                        |
| Hauptausschuss                               | Kurt Gronwald              | IHK                         |
| Hauptausschuss                               | Barthelmös (Erfurt)        | Handwerkskammern            |
| Hauptausschuss                               | Ernst Horn                 | FdJ (auch SED)              |
| Hauptausschuss                               | Kuhl (Saalfeld)            | Frauen                      |
| Hauptausschuss                               | Alphons Gaertner (Weimar)  | Einzelpersönlichkeit (LDPD) |
| Geschäftsordnungsausschuss                   | Walther                    | CDU                         |
| Geschäftsordnungsausschuss                   | August Frölich             | SED                         |
| Geschäftsordnungsausschuss                   | Karl Häser                 | LDPD                        |
| Geschäftsordnungsausschuss                   | Kroneberg (Mühlhausen)     | FDGB                        |
| Geschäftsordnungsausschuss                   | Sauerbrei (Hümpfershausen) | VdgB                        |
| Geschäftsordnungsausschuss                   | Kurt Gronwald              | IHK                         |
| Geschäftsordnungsausschuss                   | Karl Erle (Weimar)         | Einzelpersönlichkeit (SED)  |
| Gesetzgebungsausschuss                       | Otto Möller (Sonneberg)    | LDPD                        |
| Gesetzgebungsausschuss                       | Herrmann (Sonneberg)       | SED                         |
| Gesetzgebungsausschuss                       | Karl Häser                 | LDPD                        |
| Gesetzgebungsausschuss                       | Walter Kröner              | CDU                         |
| Gesetzgebungsausschuss                       | Kott (Arnstadt)            | FDGB                        |
| Gesetzgebungsausschuss                       | Kurt Gronwald              | IHK                         |
| Gesetzgebungsausschuss                       | Barthelmös (Erfurt)        | Handwerkskammern            |
| Gesetzgebungsausschuss                       | Richard Lange (Jena)       | Einzelpersönlichkeit        |
| Haushalts- und Finanzausschuss               | Richard Eyermann           | SED                         |
| Haushalts- und Finanzausschuss               | Friedrich Schomerus        | Einzelpersönlichkeit (LDPD) |
| Haushalts- und Finanzausschuss               | Witschek (Altenburg)       | CDU                         |
| Haushalts- und Finanzausschuss               | Fischer (Merkers)          | FDGB                        |
| Haushalts- und Finanzausschuss               | Bohr (Saalfeld)            | VdgB                        |
| Haushalts- und Finanzausschuss               | Körner (Gera)              | IHK                         |
| Haushalts- und Finanzausschuss               | Schlag (Gera)              | Handwerkskammern            |
| Wirtschafts- und Sozialpolitischer Ausschuss | August Kunze               | FDGB                        |
| Wirtschafts- und Sozialpolitischer Ausschuss | Richard Eyermann           | SED                         |
| Wirtschafts- und Sozialpolitischer Ausschuss | Karl Hamann                | LDPD                        |
| Wirtschafts- und Sozialpolitischer Ausschuss | Hugo Dornhofer             | CDU                         |
| Wirtschafts- und Sozialpolitischer Ausschuss | Frau Raetke                | VdgB                        |
| Wirtschafts- und Sozialpolitischer Ausschuss | Körner (Gera)              | IHK                         |
| Kulturausschuss                              | Kurator Max Bense          | Einzelpersönlichkeit        |
| Kulturausschuss                              | Hermann Henselmann         | Einzelpersönlichkeit (SED)  |
| Kulturausschuss                              | Frau von Massow (Weimar)   | LDPD                        |
| Kulturausschuss                              | Pfarrer Johannes Mebus     | CDU                         |
| Kulturausschuss                              | Frau Riemer (Meiningen)    | FDGB                        |
| Kulturausschuss                              | Frau Weise (Frankendorf)   | VdgB                        |
| Kulturausschuss                              | Frau Göpel (Eisenach)      | FDJ                         |
| Kulturausschuss                              | Frau Kuhl (Saalfeld)       | Frauen                      |

Für die Mitglieder der Beratenden Landesversammlung siehe: Liste der Mitglieder der Beratenden Landesversammlung (Thüringen)

## Varia
Ein Zitat der Schriftstellerin und Historikerin Ricarda Huch aus ihrer Zeit als Alterspräsidentin der Beratenden Landesversammlung Thüringen schmückt heute das Parlament in Erfurt: Wer den Thüringer Landtag durch den ursprünglichen Eingang an der Arnstädter Straße betritt, trifft im Foyer auf ihre Worte vom 12. Juni 1946, die wie eine Widmung wirken: „Es sei dem Lande Thüringen beschieden, dass niemals mehr im wechselnden Geschehen ihm diese Sterne untergehen: Das Recht, die Freiheit und der Frieden.“